# Карндаф (Саскачеван)
Карндаф (енгл. Carnduff) је малено урбано пољопривредно насеље са административним статусом варошице на крајњем југоистоку канадске провинције Саскачеван. Насеље се налази на раскрсници магистралног друма 318 и ауто-пута 18, паралелно са којим пролази и деоница железничке пруге. Варошица лежи на око 30 к западно од административне границе са провинцијом Манитоба, односно 18 km северно од државне границе ка америчкој савезној држави Северна Дакота. 
Најближи већи градски центри су Естеван који се налази 90 km западније и Мајнот (Северна Дакота) који лежи 140 km јужније.

## Историја
Први досељеници у ово подручје били су емигранти из Онтарија почетком 80их година 19. века, а само насеље је основано након 1891. и пуштања у рад железнице која је повезивала градове Брандон и Естеван. 

## Демографија
Према резултатима пописа становништва из 2011. у варошици је живело 1.126 становника у 488 домаћинстава, што је за 11,3% више у односу на 1.012 житеља колико је регистровано приликом пописа 2006. године.
| 2006. | 2011. |
| ----- | ----- |
| 1.012 | 1.126 |

## Привреда
Најважније привредне активности у насељу су пољопривреда (посебно узгој житарица) и експлоатација нафте и земног гаса у уколним подручјима. Источно од насеља су крајем прошлог века додатно проширени железнички теретни терминали, а укупан капацитет силоса за жито је повећан на 33.000 тона.